# Bávaro
Bavaro è un distretto di Punta Cana, una città nella Provincia di La Altagracia, nella parte orientale della Repubblica Dominicana. La città si affaccia nell'Oceano Atlantico. L'economia cittadina si basa prevalentemente sul turismo, soprattutto quello balneare e naturalistico, infatti nelle zone occidentali del comune lo stato protegge parecchi animali in via d'estinzione. La città è tutt'oggi una delle località turistiche atlantiche più visitate al mondo.